# ハイスクール・ミュージカル2
『ハイスクール・ミュージカル2』（原題：High School Musical 2）は、2007年にアメリカで放送されたテレビ映画。『ハイスクール・ミュージカル』（2006年）の続編。

## あらすじ
待ちに待った夏休み。恋もバイトも…と最高の思い出作りに胸膨らますトロイとガブリエラたち。そんなトロイのもとに、シャーペイの父親が経営する豪華カントリークラブの支配人から、アルバイトの誘いが来る。喜ぶトロイだったが、すべてはトロイをガブリエラから引き離そうとシャーペイが仕組んだ計画だった。
ところが、トロイだけでなくガブリエラや他の仲間も雇われたことを知ったシャーペイは、腹を立てて悪だくみを始める。シャーペイはトロイ以外の仲間たちを解雇させるため、支配人を使ってあの手この手の嫌がらせを始める。そんな妨害にもめげずに、毎夏恒例のクラブ内でのミュージカルコンテストに従業員みんなで参加することを決めるトロイたち。しかし有名人と親交のあるシャーペイの父親が登場し、トロイを気に入って特別待遇を始めたことによって、トロイと友人たちの関係は狂い始める…。

## 登場人物
※日本語吹替はソフト版、フジテレビ版の順（特記のない限りソフト版を記述）。
トロイ・ボルトン
演 - ザック・エフロン、日本語吹替 - 森田成一 / 小山慶一郎
今作ではシャーペイが仕組んだ罠により、自分しか見えない状態に陥ってしまい、一時はワイルドキャッツやガブリエラ達とすれ違ってしまう。だが、チャドの激昂やガブリエラからの別れなどによって自分の過ちに気づき、仲間達やライアンと和解する。
ガブリエラ・モンテス
演 - ヴァネッサ・ハジェンズ、日本語吹替 - 折笠富美子 / 玉置成実
今作ではトロイの度重なる約束破りや仲間達への対応に、心離れを起こして自ら別れを切り出すが、テイラーに説得されてトロイ達の前に戻って来る。
シャーペイ・エヴァンス
演 - アシュレイ・ティスデイル、日本語吹替 - 永田亮子 / 長谷部優
今作においてもトロイを我が物にしようと度重ねて画策する。だが、徐々にジークに惹かれていく部分も…。
ライアン・エヴァンス
演 - ルーカス・グラビール、日本語吹替 - 福山潤 / 植木豪
トロイとすれ違ったガブリエラ達と関わり、ダンスを教える内に仲間の大切さや絆の素晴らしさを覚えて初めて姉のシャーペイに反抗する。実は小さい頃に野球（リトルリーグの世界大会）で優勝した経験がある。
チャド・ダンフォース
演 - コービン・ブルー、日本語吹替 - 関智一 / 山崎裕太
今作では親友のトロイと大喧嘩する。実はトロイとは幼馴染の関係。
テイラー・マッカーシー
演 - モニーク・コールマン、日本語吹替 - 坂本真綾 / SHOO
今作でもガブリエラの親友であり、トロイの件でガブリエラがここを去ることを知り、ガブリエラを強く説得しトロイ達の前に戻ってこさせた。
ケルシー・ニールセン
演 - オレーシャ・ルーリン、日本語吹替 - 榎本温子
大人しく引っ込み思案で気弱&内気でドジっ子気味なピアニストなのは今作でも相変わらずだが、今作では隠れた毒舌を発揮する。ガブリエラ、テイラー、マーサとは親友。今作でもジェイソンとは良い関係である。
ジーク・ベイラー
演 - クリス・ウォーレン・Jr
今作からサブキャラ化。メンバー1の長身で良い体格をしているが1での通りお菓子作りが大好きであり、今作でもそれを理由にアルバイトに来る程である。今作でも変わらずシャーペイのファンであり、シャーペイに好意を寄せている。
マーサ・コックス
演 - ケイシー・ストロー
1ではダンス好きを暴露したふくよかで聡明な女生徒だったが、今作からはガブリエラ・テイラー・ケルシーの明るく元気な友人としてサブキャラ化。
ジェイソン・クロス
演 - ライン・サンボーン、日本語吹替 - 花輪英司
2からはトロイ・チャド・ジークの友人の大音響の中眠れる程の昼寝好きでのんびり屋の超マイペース系男子としてサブキャラ化。映画を撮るのが趣味で、ベンジャミンという人物に憧れている。楽曲内で怒った際にはマーサとチャドが驚き、ジークが見ないフリをするなど、怒ることが珍しいと思われる、気長な人物でもある。今作でもケルシーとはとても良い感じの関係である。
ダーバス先生
演 - アリソン・リード、日本語吹替 - 小宮和枝
ボルトン先生
演 - バート・ジョンソン、日本語吹替 - 内田直哉
ボルトン夫人
演 - レスリー・ポメロイ、日本語吹替 - 宮寺智子
トーマス・フルトン
演 - マーク・L・テイラー、日本語吹替 - 田原アルノ
ラバ・スプリングス・カントリークラブの支配人。
ヴァンス・エヴァンス
演 - ロバート・カーティス・ブラウン、日本語吹替 - 立川三貴
シャーペイとライアンの父親。
ダービー・エヴァンス
演 - ジェシカ・タック、日本語吹替 - 竹村叔子
シャーペイとライアンの母親。
ジーク
演 - クリス・ウォーレン・Jr、日本語吹替 - 岸尾だいすけ
マイリー・サイラス
演 - マイリー・サイラス
映画のラストにプールパーティーの参加者としてカメオ出演。
- 日本語吹替版その他出演：咲野俊介、笹森亜希、寺田はるひ、木川絵理子、ちふゆ、羽多野渉、渡辺浩司、酒巻光宏、小森創介、相馬幸人、中村秀利、白石涼子
- 日本語吹替版制作スタッフ
演出：高田浩光、翻訳：前田美由紀／藤澤睦実、録音・調整：重光秀樹、録音制作：HALF H・P STUDIO、制作監修：河村貴光、制作：Disney Character Voices International, Inc.

## 放送
全米では2007年8月17日にディズニー・チャンネルで午後8時（EDT）に初回放送。初回放送は1720万人が視聴した。
日本では同年10月13日にディズニー・チャンネルで放送された（同年9月17日には舞台版のキャストによる吹替版がフジテレビで一部シーンがカットされ先行放送されていた）。

## サウンドトラック
- ハイスクール・ミュージカル2 サウンドトラック (2007年)

## その他
劇中歌のひとつ「I don't dance」のプロモーションビデオのひとつは現役MLB選手たちが一人ずつサビの歌詞の「I DON'T DANCE!」を口ずさむ演出で進む。
曲の後半には当時セントルイス・カージナルスに所属していた田口壮が他の「I DON'T DANCE!」と歌う選手たちに混じって「僕は、踊りません!」と日本語でセリフを言っている。